# Katechon
Katechon (altgriechisch ὁ κατέχων, τὸ κατέχον ho katéchōn, to katéchon) ist ein griechisches Partizip (Partizip Präsens Aktiv), das im 2. Brief des Paulus an die Thessalonicher als „Aufhalter“ des Antichrist gedeutet werden muss (wörtlich „aufhaltend, hemmend“). Die Form kommt in 2 Thess 2,6  im Neutrum (κατέχον katéchon) und in 2,7  – nun also personalisiert – im Maskulinum vor (κατέχων katéchōn). In der katholischen Theologie hat die Figur des Aufhalters keine zentrale Bedeutung. In der Mythologie der fundamentalistischen russischen Orthodoxie und in der politischen Philosophie des Eurasismus spielt der Katechon hingegen durchaus noch eine wichtige Rolle.

## Überblick
Hintergrund des Katechon ist die Lehre von Paulus an die Thessalonicher, dass „der Tag, an dem der Herr kommt“, also das Jüngste Gericht, nicht unmittelbar bevorstehe. Bevor die Apokalypse komme, müsse nämlich „der Feind Gottes“ auftreten, „der alles Böse in sich vereint“. Dies könne nicht geschehen, solange der „Feind Gottes“ aufgehalten wird. Zwar sei die „Macht der Auflehnung“ schon am Werke, erst müsse jedoch „der den Weg freigeben, der sie bisher noch zurückhält“. Der Feind Gottes könne jedoch erst hervortreten, „wenn die Zeit dafür reif“ sei. Wann dies der Fall ist, weiß der Christ nicht. Da der Aufhalter die Welt vor dem Chaos errettet, ist er unmittelbar an die göttliche Ordnung geknüpft. Weil er aber gleichzeitig auch das Kommen Christi verzögert, bleibt er eine paradoxe Größe, die auch das Böse in sich einschließt.
Deutet man die Katechon-Vorstellung vor dem Hintergrund der Lehre vom Jüngsten Gericht, entsteht folgender Zusammenhang: Der Gläubige steht in der paradoxen Situation, dass er den „Feind Gottes“ bekämpfen muss, obwohl dessen vorläufiger Sieg und die anschließende ewige Verstoßung bereits feststehen (s. Apokalypse). Der Gläubige bekämpft also etwas, das er nicht aufhalten kann und das zudem Voraussetzung für die erstrebte Erlösung ist. Durch diesen paradoxen Kampf beweist der Gläubige aber, dass er zu den „guten Christen“ gehört, denen als Lohn Neuerschaffung der Welt und Ewiges Leben in Aussicht stehen.
Der Aufhalter des Antichristen ist eine argumentative Figur, die eine Erklärung für den Umstand bieten soll, dass die mehrfach als unmittelbar bevorstehend angekündigte zweite Ankunft des Messias ausblieb.
Die Gestalt des Katechon wurde im Mittelalter popularisiert und später besonders von Carl Schmitt wieder bekannt gemacht (Metzger, Katechon, S. 23). Es ist aber keine Vorstellung, die in der katholischen Lehre eine wichtige Rolle spielt. So betont etwa der Katholik Álvaro d’Ors, dass der Christ wollen müsse, dass Sein Reich komme und daher gar nicht um Aufschub bitten dürfe.

## Biblische Grundlage des Begriffes
In Martin Luthers Übersetzung lauten die oben genannten Bibelstellen: „Vnd was es noch auffhelt / wisset jr / das er offenbaret werde zu seiner zeit. Denn es reget sich schon bereit die bosheit heimlich / On das der es jtzt auff helt / mus hinweg gethan werden[.]“
Die Vulgata löst das Partizip ebenfalls in Nebensätze auf: „Et nunc quid detineat, scitis, ut reveletur in suo tempore. Nam mysterium iam operatur iniquitatis: tantum ut, qui tenet nunc, teneat, donec de medio fiat.“

## Frühchristentum
In der politischen Theologie des Frühchristentums wurde dieser Begriff auf das Römische Reich bezogen, welches den Antichristen aufhalte, so z. B. bei Tertullian, (Liber de resurrectione carnis, 24, 18: „‚Tantum, qui nunc tenet, teneat, donec de medio fiat.‘ Quis nisi Romanus status, cuius abscessio in decem reges dispersa Antichristum superducet?“) im Danielkommentar des Hippolyt (Comm. in Dan IV, 21, 3.) oder bei Lactantius (Div. Inst. VII, 25, 8.).

## Mittelalter
Für das Mittelalter wurde die Interpretation des paulinischen Katechon als Aufhalter des Antichristen prägend durch den Danielkommentar des Kirchenvaters Hieronymus, insbesondere nachdem er in die Glossa ordinaria aufgenommen worden war.
Grund für die Popularisierung der o.a. Interpretation des Katechon in der nachpatristischen (s. Patristik), mittelalterlichen Publizistik ist die Translatio Imperii, die Übertragung der Reichsidee vom untergegangenen römischen Reich auf seine karolingischen, ottonischen und staufischen Nachfolger. Ein wichtiger Vertreter der Katechondeutung aus der karolingischen Zeit ist Haymo von Halberstadt, der in seinem einflussreichen Kommentar zum 2. Thessalonicherbrief feststellt, dass erst das Römerreich vernichtet werden muss, bevor der Antichrist kommt (‚ut discedent omnia regna a regno et imperio Romanorum‘: Patrologiae Cursus Completus: Series Latina, ed. Migne, 117, 779 D).
Es war unter anderem Haymos Kommentar, der stark auf Abt Adso wirkte und auf sein Werk De ortu et tempore Antichristi, das dieser 954 der fränkischen Königin Gerberga, einer Tochter Heinrichs I., gewidmet hatte. Der Mediävist Alois Dempf nennt Adso „den eigentlichen Lehrer der Tradition über den Antichrist im Mittelalter“.
Die Interpretation des Katechon als das den Antichristen aufhaltende Römische Reich wurde über die Antichristdichtung des Mittelalters in breite Volksschichten transportiert, z. B. über das Tegernseer Antichristspiel, den Ludus de Antichristo.

## Katechon in der Publizistik der „Konservativen Revolution“
Im Zuge der Renaissance des Reichsbegriffes in der Publizistik der protestantischen Konservativen Revolution in den 1930er Jahren wird der Begriff des Katechon aufgegriffen, so etwa von Wilhelm Stapel: „Das Wesen ‚des Reiches‘ aber ist nichts anderes als eben die apokalyptische Verantwortlichkeit (2. Thess. 2,7). Jeder Staat hat den Zweck, für Ordnung und Frieden zu sorgen, ‚das Reich‘ aber hat diesen Zweck in besonderem Sinne“ oder auch bei Albrecht Erich Günther.
Einen großen Stellenwert hat der Katechon in der Politischen Theologie Carl Schmitts, der in seinem Buch 'Nomos der Erde’ die Frage stellt, ob „für einen ursprünglich christlichen Glauben ein anderes Geschichtsbild als das des Katechon überhaupt möglich ist.“ In seinen posthum veröffentlichten Tagebüchern heißt es gar in dem Eintrag vom 19. Dezember 1947: „Ich glaube an den Katechon: er ist für mich die einzige Möglichkeit, als Christ Geschichte zu verstehen und sinnvoll zu finden.“ (Glossarium, S. 63) Und Schmitt fügte hinzu: „Man muß für jede Epoche der letzten 1948 Jahre den Katechon nennen können. Der Platz war niemals unbesetzt, sonst wären wir nicht mehr vorhanden.“
Besonders während des Krieges gegen die Sowjetunion im Zweiten Weltkrieg wurde die mittelalterliche Vorstellung vom Reich, das als Katechon fungiert, um das Wirken des Antichristen (der für manche Zeitgenossen im Sowjetkommunismus bzw. der Person Josef Stalins personifiziert war) aufzuhalten, nicht nur von Carl Schmitt, sondern auch von katholischen Bischöfen und Historikern wieder aufgegriffen, um den „Kampf gegen den jüdischen Bolschewismus“ zu legitimieren.
In neuerer Zeit hat der Philosoph Alexander Dugin die Figur des Katechons in seine Philosophie integriert und im Jahr 2014 zusammen mit Konstantin Malofejew die Organisation »Katehon« in Moskau gegründet. Dugin instrumentalisiert die Figur des Katechons für die Produktion von propagandistischen Mythen zur Rechtfertigung des russischen Angriffes auf die Ukraine.

## Katechon bei Dietrich Bonhoeffer
Ungefähr zur selben Zeit wie Schmitt hat auch der evangelische Theologe Dietrich Bonhoeffer in seiner „Ethik“ auf den Katechon hingewiesen, wobei er aber im Unterschied zu dem deutschen Staatsrechtsgelehrten betont, dass diese Figur trotz ihrer politischen und ethischen Bedeutung nicht frei von Schuld sei. Weiter hat er auch das komplexe Verhältnis von Kirche und katechontischer politischer Ordnung in einer Weise beschrieben, die jeden überheblichen Moralismus auf Seiten der Kirche abzuwehren versuchte. Für Bonhoeffer steht der Katechon nicht allein dem möglichen Untergang entgegen, denn noch vor den katechontischen Ordnungsmächten nennt er die Kirche, die durch das „Wunder einer neuen Glaubenserweckung“ vor dem Abgrund retten könne. Diese Unterscheidung zielt aber nicht auf deren radikale Trennung, sondern auf eine neue Form des Zusammenwirkens – „in wohl gewahrter Unterscheidung und doch in aufrichtiger Bundesgenossenschaft“. Die Kirche stößt nach Bonhoeffer die ihre Nähe suchenden Ordnungsmächte nicht von sich, sondern ruft sie „zum Hören, zur Umkehr“ auf.